# Nina Dobrev

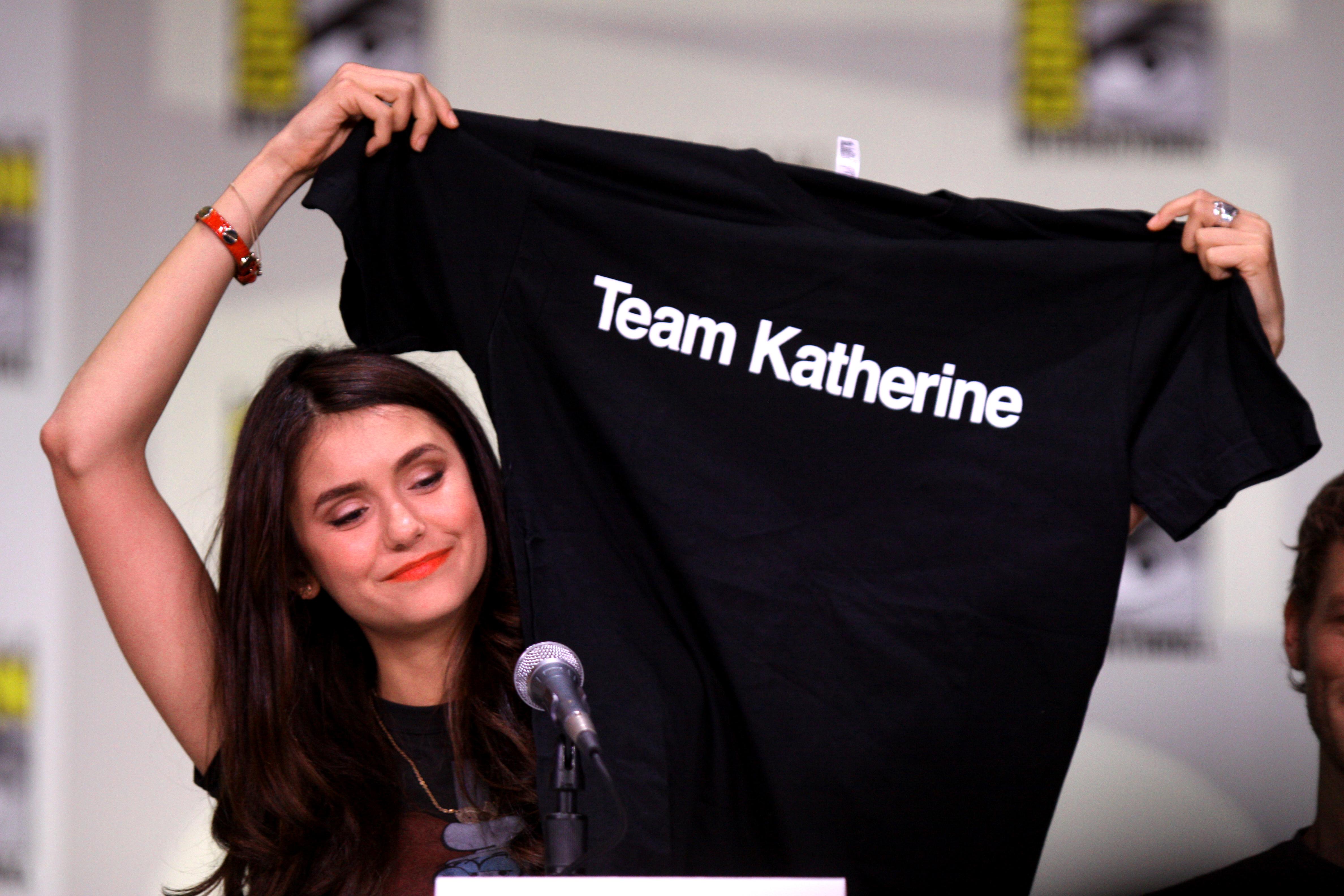

Nina Dobrev (născută Nikolina Kamenova Dobreva; n. 9 ianuarie 1989, Sofia, Republica Populară Bulgaria) este o actriță, cântăreață și fotomodel de origine bulgaro-canadiană. A jucat rolul Miei Jones, o tânără adolescentă devenită mamă, în serialul Degrasi: The Next Generation, de la sezonul 6 până la sezonul 9.
A fost protagonista serialului Jurnalele Vampirilor, in rolul lui Elena Gilbert, plecand la sfarsitul sezonului 6, jucandu-le si pe Amara si Katherine Pierce (Katerina Petrova), dublurile mai batrane ale Elenei Gilbert si pe Tatia Petrova, in serialul The Originals (spin-off-ul The Vampire Diares).

## Biografie
Nina Dobrev s-a născut pe 9 ianuarie 1989 la Sofia, Bulgaria, dar s-a mutat în Canada alături de părinții și fratele ei la varsta de doi ani. Copilăria și-a petrecut-o în Toronto, Ontario. Vorbește fluent în bulgară și engleză. Mama ei este artistă, iar tatăl ei informatician. De la o vârstă fragedă a arătat entuziasm față de arte, față de dans, gimnastică, teatru, muzică și actorie. Dobrev a urmat școala J.B. Tyrell Sr. Public School și Wexfored Collegiate School for the Arts în Scorborough, Ontario. S-a înscris la cursurile de sociologie ale facultații Ryerson University din Toronto, dar în 2008 le-a abandonat pentru o carieră în actorie.

## Viața personală

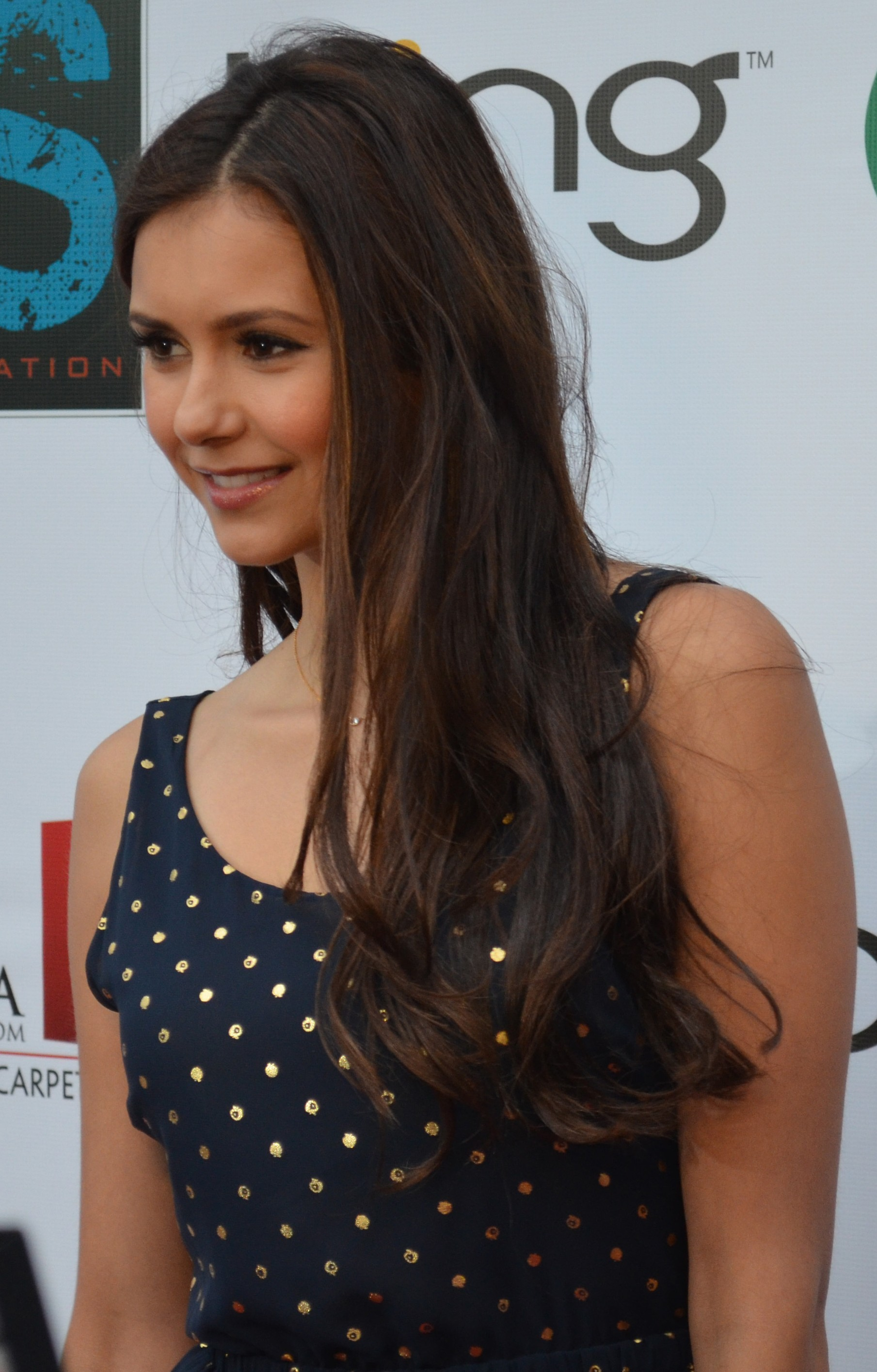
Dobrev la Ian Somerholder Foundation, în 2012

În 2006 s-a întâlnit cu actorul și cântărețul  Daniel Clark, cu care a făcut cunoștință pe platoul de filmări al serialului Degrassi: The Next Generation. Din martie 2010 până în octombrie 2013, Nina a avut o relație cu partenerul său de filmări în Jurnalele Vampirilor, Ian Somerhalder. În iulie 2015 a fost într-o relație cu Austin Stowell.

## Filmografie

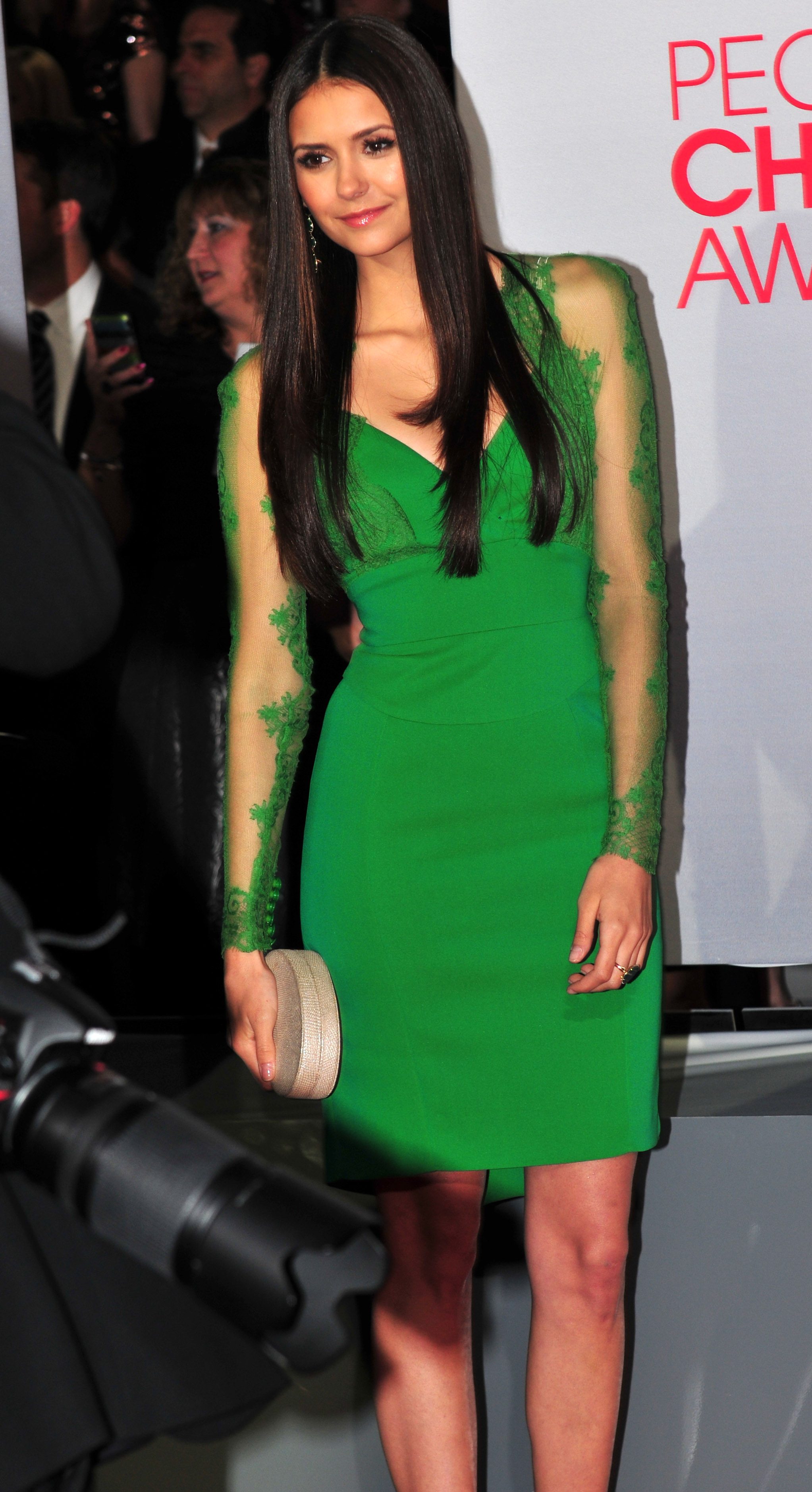
Nina Dobrev la People's Choice Awards în 2012

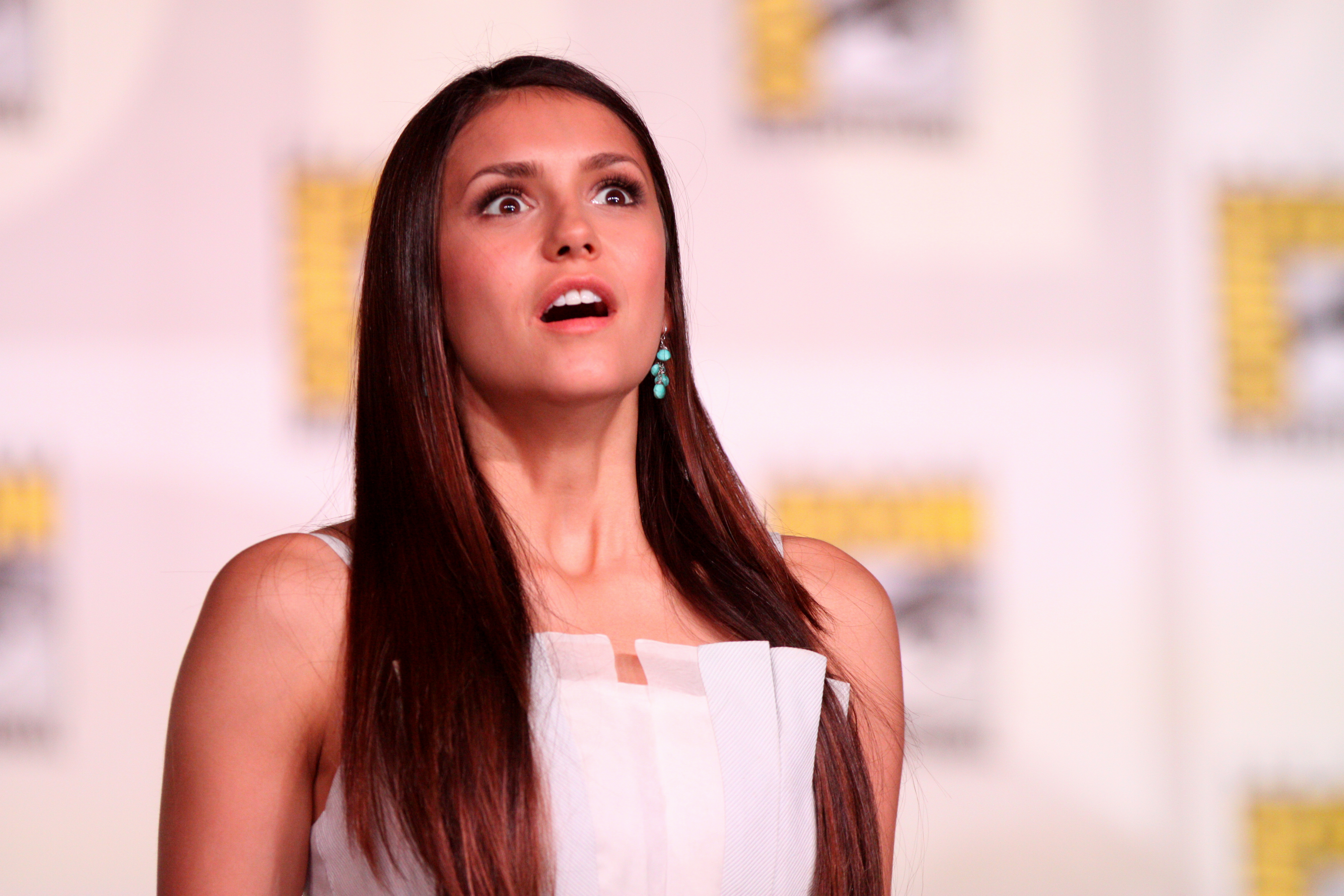

| An   | Titlu                           | Rol                       | Note                |
| ---- | ------------------------------- | ------------------------- | ------------------- |
| 2006 | Away from Her                   | Monica                    |                     |
| 2006 | Playing House                   | Young Frannie             |                     |
| 2007 | How She Move                    | Tall Girl in the Bathroom |                     |
| 2007 | The Poet                        | Rachel                    |                     |
| 2007 | Too Young to Marry              | Jessica                   | Film de televiziune |
| 2007 | Fugitive Pieces                 | Bella                     |                     |
| 2007 | My Daughter's Secret            | Justine Dysert            | Film de televiziune |
| 2008 | Repo! The Genetic Opera         | Teenage Zydrate Addict    |                     |
| 2008 | Never Cry Werewolf              | Loren Hansett             | Film de televiziune |
| 2008 | The American Mall               | Ally Shepherd             | Film de televiziune |
| 2008 | Mookie's Law                    | Rosebella                 | Film de scurtmetraj |
| 2009 | You Got That Light              | Girl                      | Film de scurtmetraj |
| 2009 | Degrassi Goes Hollywood         | Mia Jones                 | Film de televiziune |
| 2009 | Chloe                           | Anna                      |                     |
| 2011 | The Roommate                    | Maria                     |                     |
| 2011 | Arena                           | Lori                      |                     |
| 2012 | The Perks of Being a Wallflower | Candace Kelmeckis         |                     |
| 2014 | Let's Be Cops                   | Josie                     |                     |
| 2015 | The Final Girls                 | Blake                     | post-producție      |
| 2017 | xXx: Return of Xander Cage      | Becky                     | Film de televiziune |

## Televiziune
| An        | Titlu                         | Rol                                    | Note                                      |
| --------- | ----------------------------- | -------------------------------------- | ----------------------------------------- |
| 2006–2009 | Degrassi: The Next Generation | Mia Jones                              | 52 de episoade                            |
| 2008      | The Border                    | Maia                                   | 2 episoade                                |
| 2009      | Eleventh Hour                 | Grace Dahl                             | Episodul: "Eternal"                       |
| 2009      | Merry Madagascar              | Cupid the Reindeer (voce)              | TV special                                |
| 2009-2017 | The Vampire Diaries           | Elena Gilbert Katherine Pierce / Amara | Rol principal                             |
| 2011      | Family Guy                    | Diferite voci                          | Episodul: "Trading Places"                |
| 2011      | The Super Hero Squad Show     | Ellen (voce)                           | Episodul: "This Man-Thing, This Monster!" |
| 2014      | The Originals                 | Tatia Petrova                          | Episodul: "Red Door"                      |

## Premii și nominalizări (13 câștigate si 7 nominalizări)

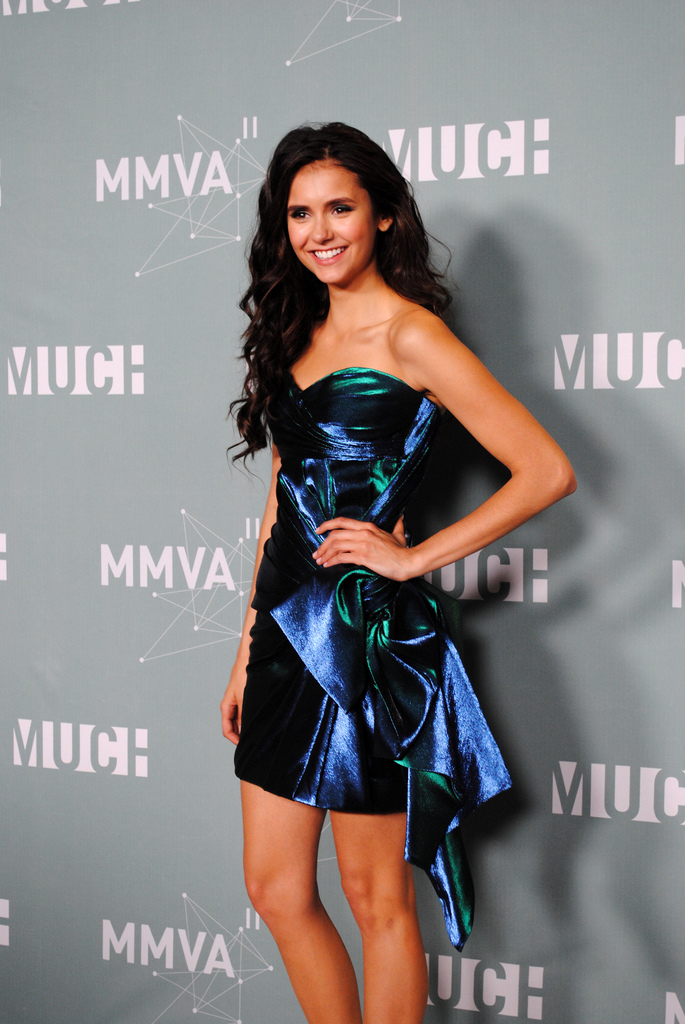
Dobrev la MuchMusic Video Awards 2011

| An   | Premiu                               | Categorie                                                   | Titlu                           | Rezultat     |
| ---- | ------------------------------------ | ----------------------------------------------------------- | ------------------------------- | ------------ |
| 2010 | Teen Choice Award                    | Choice TV Breakout Star – Female                            | The Vampire Diaries             | Câștigat     |
| 2010 | Teen Choice Award                    | Choice TV Actress – Fantasy/Sci-Fi                          | The Vampire Diaries             | Câștigat     |
| 2010 | J-14 Teen Icon Awards                | Iconic TV Actress                                           | The Vampire Diaries             | Nominalizare |
| 2010 | Young Hollywood Awards               | Making Their Mark                                           | The Vampire Diaries             | Câștigat     |
| 2010 | Young Hollywood Awards               | Cast to Watch (shared with Paul Wesley and Ian Somerhalder) | The Vampire Diaries             | Câștigat     |
| 2011 | Teen Choice Award                    | Choice TV Actress – Fantasy/Sci-Fi                          | The Vampire Diaries             | Câștigat     |
| 2011 | Teen Choice Award                    | Choice Hottie – Female                                      | The Vampire Diaries             | Nominalizare |
| 2011 | Teen Choice Award                    | Choice Vampire                                              | The Vampire Diaries             | Nominalizare |
| 2012 | People's Choice Award                | Favorite TV Drama Actress                                   | The Vampire Diaries             | Câștigat     |
| 2012 | Teen Choice Award                    | Choice TV Actress – Fantasy/Sci-Fi                          | The Vampire Diaries             | Câștigat     |
| 2012 | San Diego Film Critics Society Award | Best Ensemble Performance                                   | The Perks of Being a Wallflower | Câștigat     |
| 2012 | J-14 Teen Icon Award                 | Iconic TV Actress                                           | The Vampire Diaries             | Nominalizare |
| 2013 | People's Choice Award                | Favorite Dramatic TV Actress                                | The Vampire Diaries             | Nominalizare |
| 2013 | Teen Choice Award                    | Choice TV Actress – Fantasy/Sci-fi                          | The Vampire Diaries             | Câștigat     |
| 2014 | People's Choice Award                | Favorite Sci-Fi/Fantasy TV Actress                          | The Vampire Diaries             | Nominalizare |
| 2014 | People's Choice Award                | Favorite On-Screen Chemistry (with Ian Somerhalder)         | The Vampire Diaries             | Câștigat     |
| 2015 | People's Choice Award                | Favorite TV Duo (with Ian Somerhalder)                      | The Vampire Diaries             | Câștigat     |
| 2015 | People's Choice Award                | Favorite Sci-Fi/Fantasy TV Actress                          | The Vampire Diaries             | Nominalizare |
| 2015 | Teen Choice Award                    | Choice TV Actress: Sci-Fi/Fantasy                           | The Vampire Diaries             | Câștigat     |
| 2015 | Teen Choice Award                    | TV Liplock (with Ian Somerhalder)                           | The Vampire Diaries             | Câștigat     |